# Discovery Channel (Canadá)
Discovery Channel Canadá (o simplemente Discovery) es un canal de televisión canadiense propiedad de Bell Media Inc. (una empresa conjunta entre Bell Media (80%) y Discovery, Inc. (que posee el 20% restante). El canal se dedica a la programación de naturaleza, aventura, ciencia y tecnología.

## Historia
Con licencia de la Comisión Canadiense de Radio, Televisión y Telecomunicaciones (CRTC) en 1994, Discovery Channel se lanzó el 1 de enero de 1995 bajo la propiedad de NetStar Communications Inc.
El 24 de marzo de 2000, la CRTC aprobó una propuesta de CTV Inc. para adquirir participación con derecho a voto en NetStar Communications Inc. CTV renombró la empresa CTV Specialty Television Inc.
Una transmisión simultánea de alta definición de Discovery Channel que transmite en el formato de resolución 1080i se lanzó el 15 de agosto de 2003. La transmisión se cerraría más tarde el 19 de diciembre de 2005 y sería reemplazada por una especialidad de cable digital de categoría 2 separada. canal llamado Discovery HD Theater.
El 17 de junio de 2011, Bell Media anunció que lanzaría, por segunda vez, una transmisión simultánea en HD de Discovery Channel; este feed se lanzó el 18 de agosto de 2011.
En noviembre de 2015, de Bell Media anunció el primer drama con guion original de Discovery Channel Canadá, Jason Momoa "Frontier", que relata la comercio de pieles de América del Norte. La serie fue adquirida internacionalmente por Netflix.

## Programación
Además de los programas adquiridos de su contraparte estadounidense, Discovery Channel Canadá produjo gran parte de su propia programación original a través de su grupo Exploration Production, incluido su antiguo programa insignia de noticias científicas diarias, Daily Planet, y su propia versión nacional de Cash Cab.
Desde 2018, debido al retiro de 2015 de las reglas de protección de género que exigían la programación del canal, Discovery ha estado transmitiendo reposiciones de programas con guion con temas de ciencia y tecnología (como The Big Bang Theory y CSI: NY).

## Logotipos

Desde 2019